# Avanne-Aveney
Avanne-Aveney ist eine französische Gemeinde mit 2.237 Einwohnern (Stand: 1. Januar 2022) im Département Doubs in der Region Bourgogne-Franche-Comté. Sie gehört zum Arrondissement Besançon und ist Mitglied im Gemeindeverband Grand Besançon Métropole. Die Bewohner werden Avannais und Avannaises genannt.

## Geographie
Avanne-Aveney liegt auf 232 m, etwa sechs Kilometer südwestlich der Stadt Besançon (Luftlinie). Die Doppelgemeinde erstreckt sich am westlichen Rand des Juras, beidseits des Doubs, am Fuß der Jura-Randkette und am Westfuß des Hügels des Fort de Planoise.

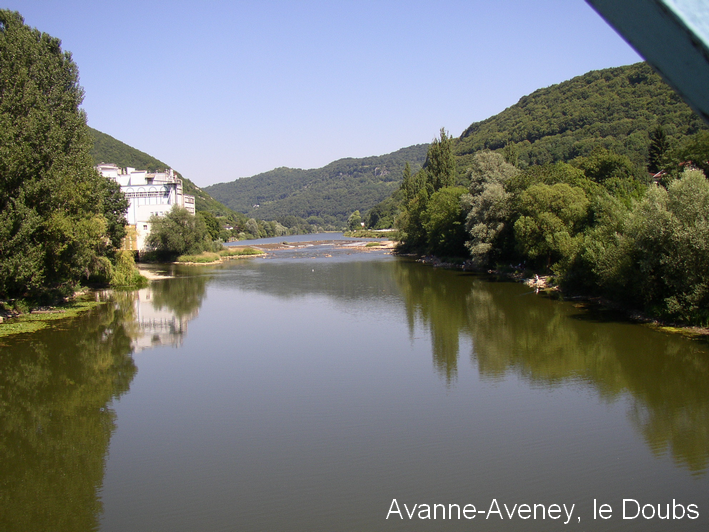
Der Doubs bei Avanne-Aveney

Die Fläche des 8,62 km² großen Gemeindegebiets umfasst einen Abschnitt des Doubstals. Der zentrale Teil des Gebietes wird von der rund 500 bis 1000 m breiten, flachen Talniederung des Doubs eingenommen. Der Fluss zeichnet hier eine weit nach Westen ausgreifende Schleife, die durch den Rhein-Rhône-Kanal abgeschnitten wird. Das Doubstal zerteilt die äußersten Faltenzüge des Juras: Südlich des Flusses befindet sich die Höhe des Aussichtsfelsens Rocher de Valmy (406 m), nördlich des Tals die Höhe des Fort de Planoise, auf der mit 493 m die höchste Erhebung von Avanne-Aveney erreicht wird. Die steilen Hänge werden an verschiedenen Orten von Felsbändern durchzogen. Nach Westen und Nordwesten erstreckt sich das Gemeindeareal in die angrenzende leicht gewellte Landschaft westlich von Besançon. Hier dehnt sich das Waldgebiet des Bois Monsieur aus.
Die Doppelgemeinde Avanne-Aveney besteht aus mehreren Ortsteilen:
- Avanne (240 m) auf der rechten, nördlichen Seite des Doubs am Westfuß der Höhe des Fort de Planoise
- Aveney (250 m) auf der linken, südlichen Seite des Doubs unterhalb des Rocher de Valmy
- La Belle Étoile (290 m) am Rand des Bois Monsieur

Nachbargemeinden von Avanne-Aveney sind Besançon im Norden, Beure im Osten, Larnod und Rancenay im Süden sowie Montferrand-le-Château, Grandfontaine und Franois im Westen.

## Geschichte
Das Dorf Avanne ist seit dem 11. Jahrhundert erwähnt. Die 1280 erbaute Burg von Avanne bildete den Mittelpunkt einer Herrschaft. Sie wurde beim Einmarsch des Königs Ludwig XI. in die Franche-Comté im Jahr 1479 zerstört. Zusammen mit der Franche-Comté gelangten Avanne und Aveney mit dem Frieden von Nimwegen 1678 definitiv an Frankreich. Seit 1973 bildete Aveney eine mit Avanne assoziierte Gemeinde. Im Jahr 2004 wurde die endgültige Fusion zur Doppelgemeinde Avanne-Aveney vollzogen.

## Bevölkerungsentwicklung
| Jahr                       | 1962 | 1968 | 1975 | 1982 | 1990 | 1999 | 2006 | 2018 |
| -------------------------- | ---- | ---- | ---- | ---- | ---- | ---- | ---- | ---- |
| Einwohner                  | 735  | 899  | 1374 | 1826 | 1870 | 1903 | 2307 | 2244 |
| Quellen: Cassini und INSEE |      |      |      |      |      |      |      |      |

Mit 2237 Einwohnern (Stand 1. Januar 2022) gehört Avanne-Aveney zu den mittelgroßen Gemeinden des Département Doubs. Nachdem die Einwohnerzahl in der ersten Hälfte des 20. Jahrhunderts stets im Bereich zwischen 440 und 550 Personen gelegen hatte, wurde seit Beginn der 1960er Jahre ein markantes Bevölkerungswachstum verzeichnet. Seither hat sich die Einwohnerzahl mehr als verdreifacht.

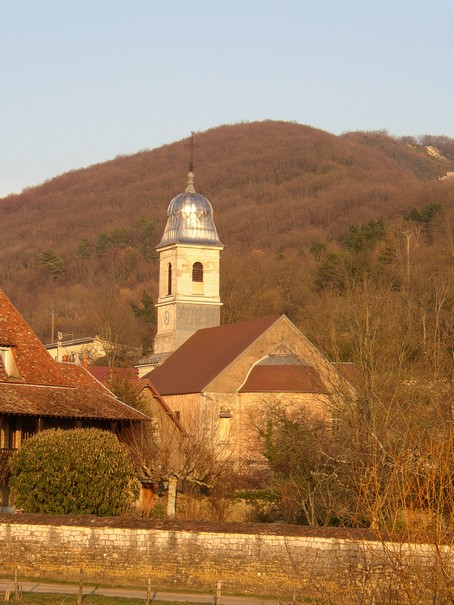
Kirche Saint-Vincent

## Sehenswürdigkeiten
Die Kirche Saint-Vincent in Avanne wurde 1830 erbaut. Ebenfalls in Avanne befinden sich die wenigen Überreste der mittelalterlichen Burg sowie die Mühle La Grâce-Dieu.

## Wirtschaft und Infrastruktur
Avanne-Aveney war bis ins 20. Jahrhundert hinein ein vorwiegend durch die Landwirtschaft (Ackerbau, Obstbau und Viehzucht) geprägtes Dorf. Früher hatte auch der Weinbau eine wichtige Bedeutung. Seit den 1970er Jahren hat sich nördlich von Avanne sowie im Bereich von La Belle-Étoile eine Gewerbe- und Industriezone entwickelt. Heute sind in Avanne-Aveney eine Futtermittelfabrik und das Transportgewerbe als wichtige Branche ansässig. Daneben gibt es zahlreiche Betriebe des Einzelhandels. Mittlerweile hat sich das Dorf auch zu einer Wohngemeinde gewandelt. Viele Erwerbstätige sind deshalb Wegpendler, die in den anderen Gemeinden der Agglomeration Besançon ihrer Arbeit nachgehen.
Die Ortschaft ist verkehrstechnisch gut erschlossen. Die Hauptzufahrt erfolgt von der RN 273, der Stadtumfahrung von Besançon. Der nächste Anschluss an die Autobahn A36 befindet sich in einer Entfernung von ungefähr neun Kilometern. Weitere Straßenverbindungen bestehen mit Beure, Quingey, Rancenay und Grandfontaine.

## Persönlichkeiten
- Léon Aimé Taverdet FMC (1923–2013), Bischof von Langres